# Ap和Bp星
Ap和Bp星是A型和B型特殊恆星（因此註記為p），光譜中顯是有過多的稀土金屬元素（像是銪）或其他的像是鍶）。這些恆星的自轉速度比一般A和B型的恆星要慢，雖然仍有一些可以高達≈ 100公里／秒{\displaystyle ^{-1}}。它們也有很強的磁場，有些可以達到 ≈ 4萬G（4T）。過剩的化學元素在空間中的位置顯示出與磁場的幾何連接。
有些這一類的恆星會在徑向速度上出現數分鐘的脈衝變化。
研究這些恆星的高解析光譜時，會配合使用研究恆星自轉以推論表面地圖的都卜勒成像。